# Magnification
Albums de Yes
Keystudio
(2000) In a Word: Yes (1969–)
(2002)
Magnification est le dix-neuvième album studio de Yes, sorti en 2001. C'est leur seul album enregistré en tant que quatuor sans claviériste, et leur dernier album avec le membre fondateur Jon Anderson au chant. Au départ du claviériste Igor Khoroshev en 2000, le groupe accepte d'enregistrer un nouvel album studio avec des arrangements orchestraux, ce qu'ils n'ont pas fait depuis leur deuxième album, Time and a Word  en 1970. L'album est enregistré et mixé à l'aide de Pro Tools avec le producteur Tim Weidner et les arrangements orchestraux de Larry Groupé à la tête de l'Orchestre symphonique de San Diego.
Magnification reçoit des critiques mitigées de la part des critiques de musique à sa sortie et est l'un des albums les moins vendus du groupe, atteignant le numéro 71 du UK Albums Chart et le numéro 186 du Billboard 200. Sa sortie nord-américaine comporte une version simultanée sur CD et DVD-Audio formats , ce dernier avec un mixage de son surround 5.1. L'album est réédité plusieurs fois de 2001 à 2004, chacun avec un disque bonus contenant des morceaux inédits en concert. Yes fait la promotion de l'album avec leur tournée Yes Symphonic qui couvre les États-Unis et l'Europe et met en vedette le groupe, accompagné sur scène par le claviériste Tom Brislin et un orchestre symphonique.

## Histoire
Pour la première fois depuis Time and a Word (1970), Yes enregistre avec un orchestre symphonique. C'est le seul album du groupe à avoir été enregistré sans claviériste : le batteur Alan White se charge des parties de piano et il n'y figure pas d'autres claviers. Sorti entre le départ d'Igor Khoroshev et le retour de Rick Wakeman, c'est également le seul album de Yes enregistré à quatre musiciens, soit Jon Anderson au chant, Steve Howe à la guitare, Chris Squire à la basse et Alan White à la batterie et au piano.
Can You Imagine est le premier titre d'un album de Yes à être chanté par le bassiste Chris Squire. Il s'agit d'une chanson composée et enregistrée en 1981 pour le projet de quatuor XYZ, formé de Squire à la basse et au chant, Jimmy Page à la guitare, Dave Lawson aux claviers et Alan White à la batterie.
Magnification est le dernier disque studio de Yes avec Jon Anderson, puisqu'après ce disque, le groupe prit une longue pause de dix ans avant de revenir avec Benoît David sur l'album Fly from Here.
L'album se classe 71e au UK Albums Chart et 186e au Billboard 200.

## Congédiement de Igor Khoroshev
En août 2000, la formation de Yes, composée du chanteur Jon Anderson, du bassiste Chris Squire, du guitariste Steve Howe, du batteur Alan White et du claviériste russe Igor Khoroshev, termine sa tournée Masterworks de trois mois à travers les États-Unis. celle-ci suscite la controverse lorsque Khoroshev est impliqué dans un incident dans les coulisses en faisant des avances répétées non désirées à deux femmes gardes de sécurité. Il est ensuite accusé de coups et blessures et de coups et blessures sexuels, deux délits importants : les musiciens de Yes lui signifient son congédiement. Des rapports selon lesquels Khoroshev aurait été bruyant et verbalement abusif à son hôtel sont également rapportés. L'incident conduit à son départ à la fin de la tournée, laissant le groupe réduit à un quatuor et sans claviériste.

## Yes intègre un orchestre classique
Alors que le groupe discute de son prochain mouvement dans la seconde moitié de 2000, un aspect couvert[pas clair] est leurs futurs plans de tournée qui incluent l'idée de jouer des dates avec un orchestre symphonique sur scène. Cela suscite l'intérêt des quatre membres qui estiment que c'éest le bon moment pour poursuivre une telle direction musicale, ce qui conduit à la décision d'enregistrer un nouvel album studio avec un orchestre intégré à leur musique. Anderson est surpris que Squire et White soient d'accord car il estime que les deux étaient toujours en faveur d'un son rock plus lourd. L'entreprise marque la première fois que le groupe travaillait avec un orchestre depuis leur deuxième album, Time and a Word en 1970. Le groupe partage son idée avec ses fans lorsqu'en janvier 2001, un vote en ligne est publié sur son site officiel leur demandant s'ils souhaitaient voir, pour leur prochaine tournée, le groupe avec un un orchestre symphonique. Avant l'enregistrement de l'album, Anderson a choisi le titre Magnification, quel que soit son style ou son contenu musical. Le sens derrière le titre et l'album lui-même, expliqué-t 'il, «est finalement devenue l'idée de magnifier tout ce qui est bon autour de soi afin de magnifier tout ce qui est bon à l'intérieur ».

## Pochette
Contrairement à leurs quatre albums précédents, la pochette de Magnification n'a pas été conçue par l'artiste anglais Roger Dean. Malgré la production qui exige « beaucoup de travail » pour l'album, Dean affirme que la maison de disques n'a pas présenté son art au groupe: Howe dit qu'Anderson a insisté pour que Dean ne reçoive pas la commission. 
En fin de compte, le groupe opte pour un design de Bob Cesca qui comporte le logo de Roger Dean conçu en 1972. Howe l'appelle « une image terne et sombre qui n'a fait que décevoir les fans et moi. » En 2021, Cesca publie une édition spéciale du 20e anniversaire de la pochette de Magnification.

## Titres
Toutes les chansons sont écrites et composées par Jon Anderson, Chris Squire, Steve Howe, Alan White.
| No  | Titre                                                                                 | Durée |
| --- | ------------------------------------------------------------------------------------- | ----- |
| 1.  | Magnification                                                                         | 7:16  |
| 2.  | Spirit of Survival                                                                    | 6:02  |
| 3.  | Don't Go                                                                              | 4:27  |
| 4.  | Give Love Each Day                                                                    | 7:44  |
| 5.  | Can You Imagine                                                                       | 2:59  |
| 6.  | We Agree                                                                              | 6:30  |
| 7.  | Soft As a Dove                                                                        | 2:17  |
| 8.  | Dreamtime                                                                             | 10:46 |
| 9.  | In the Presence Of (Deeper / Death of Ego / True Beginner / Turn Around and Remember) | 10:24 |
| 10. | Time Is Time                                                                          | 2:09  |

| 1. | Ritual (Nous sommes du soleil) (Live) | 27:36 |
| 2. | Long Distance Runaround (Live)        | 3:44  |

| 1. | Close to the Edge (Live)       | 20:04 |
| 2. | Long Distance Runaround (Live) | 3:44  |
| 3. | The Gates of Delirium (Live)   | 22:41 |

## Musiciens
- Jon Anderson : chant, guitare acoustique, guitare MIDI, chœurs sur Can You Imagine
- Steve Howe : guitares, mandoline, guitare pedal steel, chœurs
- Chris Squire : basse, chant sur Can You Imagine, chœurs
- Alan White : batterie, percussions, Grand Piano, chœurs

### Musiciens additionnels
- Larry Groupé : direction de l'orchestre, composition orchestrale et arrangements
- Igor Koroshev : claviers sur les titres bonus : Close to the Edge sur l'édition limitée de 2001 ainsi que sur Close to the Edge, Long Distance Runaround et Gates of Delirium sur l'édition de 2004
- San Diego Symphony Orchestra : cordes et cuivres

### Production
- Yes : producteurs
- Tim Weidner : production, ingénieur, mixong
- Jordan Berliant : producteur exécutif
- Nick Sevilla : ingénieur additionnel
- John Elder : ingénieur additionnel
- Steve MacMillan : mixing
- Kris Solem : mastering chez Future Disc
- Bruce Donnelly : arrangements orchestraux
- Frank Macchia : arrangements orchestraux
- Larry Czoka : copiste
- Brent Heflin McHenry - préparation musicale
- Charlie Bouis : enregistrement de l'orchestre
- The Left Bank Management Organization : direction
- Bob Cesca : illustration
- Roger Dean : création originale du logo Yes